# سامسونگ اس‌جی‌اچ-تی۸۱۹
سامسونگ اس‌جی‌اچ-تی۸۱۹ یک‌نمونه از گوشی‌های تلفن همراه سری T شرکت سامسونگ می‌باشد  که توسط همین شرکت به بازار عرضه شده‌است.